# Alliance irakienne unifiée
L'Alliance irakienne unifiée ( الائتلاف العراقي الموحد; translittération :  al-I'tilāf al-`Irāqī al-Muwaḥḥad) est la coalition électorale qui a remporté les élections du 15 décembre 2005 en Irak, devenant le principal groupe parlementaire irakien. 
L'alliance s'était formée déjà pour les élections du 30 janvier 2005, à partir de groupes chiites, principalement le Parti islamique Dawa et le Conseil suprême islamique irakien. Parmi les groupes adhérents, on notera encore le Congrès national irakien, laïc, dirigé par Ahmed Chalabi, qui a depuis quitté la coalition, et le physicien nucléaire Hussein Chahristani. On y note encore quelques disciples du religieux radical Moqtada al-Sadr qui a préféré ne pas soutenir son parti des Cadres et élites nationaux indépendants, ainsi que certains représentants des sunnites. La coalition était réputée favorisée par l'ayatollah Ali al-Sistani, la plus respectée des figures religieuses en Iraq, bien que l'ayatollah ne se soit pas prononcé officiellement.
En août 2009, le Conseil suprême islamique irakien s'est éloigné du Premier ministre Nouri al-Maliki pour annoncer la création d'une coalition électorale chiite, l'Alliance nationale irakienne, qui remplace l'Alliance irakienne unifiée et qu'il présiderait. Celle-ci inclurait le mouvement de Moqtada al-Sadr, le Parti al-Fadhila (ou « Parti islamique de la vertu »), l'ancien allié des Américains Ahmed Chalabi et l'ancien Premier ministre Ibrahim al-Jaafari . 
Le 4 mai 2010 deux mois après les élections légisiatives du 7 mars, l'Alliance nationale irakienne et la coalition de l'État de Droit d'Al Maliki se mettent d'accord de faire alliance et de former une seule et même coalition au parlement irakien.

## Élections de janvier 2005

### Groupes adhérents à la liste (22)
- Conseil suprême islamique irakien (ex-CSRII)
- Parti islamique Dawa (al-Dawa)
- Congrès national irakien (CNI)
- Organisation Badr
- Parti centriste de l'Assemblée
- Parti islamique Dawa - Organisation d'Irak
- Groupe islamique Fayli en Irak
- Union islamique kurde Fayli
- Parti islamique de la vertu
- Premier Parti national démocratique
- Assemblée "Futur de l'Irak"
- Mouvement Hezbollah en Irak
- Hezbollah al-Iraq
- Groupe Justice et Égalité
- Mouvement islamique maître des martyrs
- Organisation islamique d'Action
- Union islamique des turkmènes irakiens
- Organisation Sayyid Al-Shuhadaa
- Organisation Shaheed Al-Mihrab
- Mouvement fidélité turkmène

### Candidats de la liste de l'Alliance irakienne unifiée (228)
- Abdul Aziz al-Hakim, chef du CSRII, qui dirige la liste
- Ibrahim al-Jaafari, chef du Parti islamique Dawa
- Ahmed Chalabi (CNI)
- Hussein Chahristani

## Élections de décembre 2005
Avant les élections de décembre 2005, l'Alliance a perdu quelques groupes adhérents, principalement le Congrès national irakien, ce qui ne l'a pas empêché d'obtenir 41,2 % des scrutins, donc 128 des 275 sièges. 

### Groupes adhérents à la liste
- Parti islamique Dawa (al-Dawa)
- Parti islamique de la vertu
- Parti de la coalition centriste
- Organisation Badr
- Conseil suprême de la révolution islamique en Irak (CSRII)
- Union islamique turkmène d'Iraq
- Groupe Justice et Égalité
- Mouvement démocrate irakien
- Mouvement Hezbollah en Irak
- Mouvement fidélité turkmène
- Mouvement islamique Saed al-Shuhada
- Rassemblement démocratique al-Shabak
- Malhan Al Mkoter
- Parti islamique Dawa - Organisation d'Irak
- Réunion Réforme et Construction
- Appel al Sadriah
- Communauté La Justice
- Iraq Ahrar